# Harthaus (Germering)
Harthaus ist ein Stadtteil von Germering im oberbayerischen Landkreis Fürstenfeldbruck.

## Lage
Die Siedlung liegt im östlichen Stadtgebiet. Harthaus ist circa 500 Meter von der Anschlussstelle München-Freiham-Mitte der A 99 entfernt. 

## Geschichte

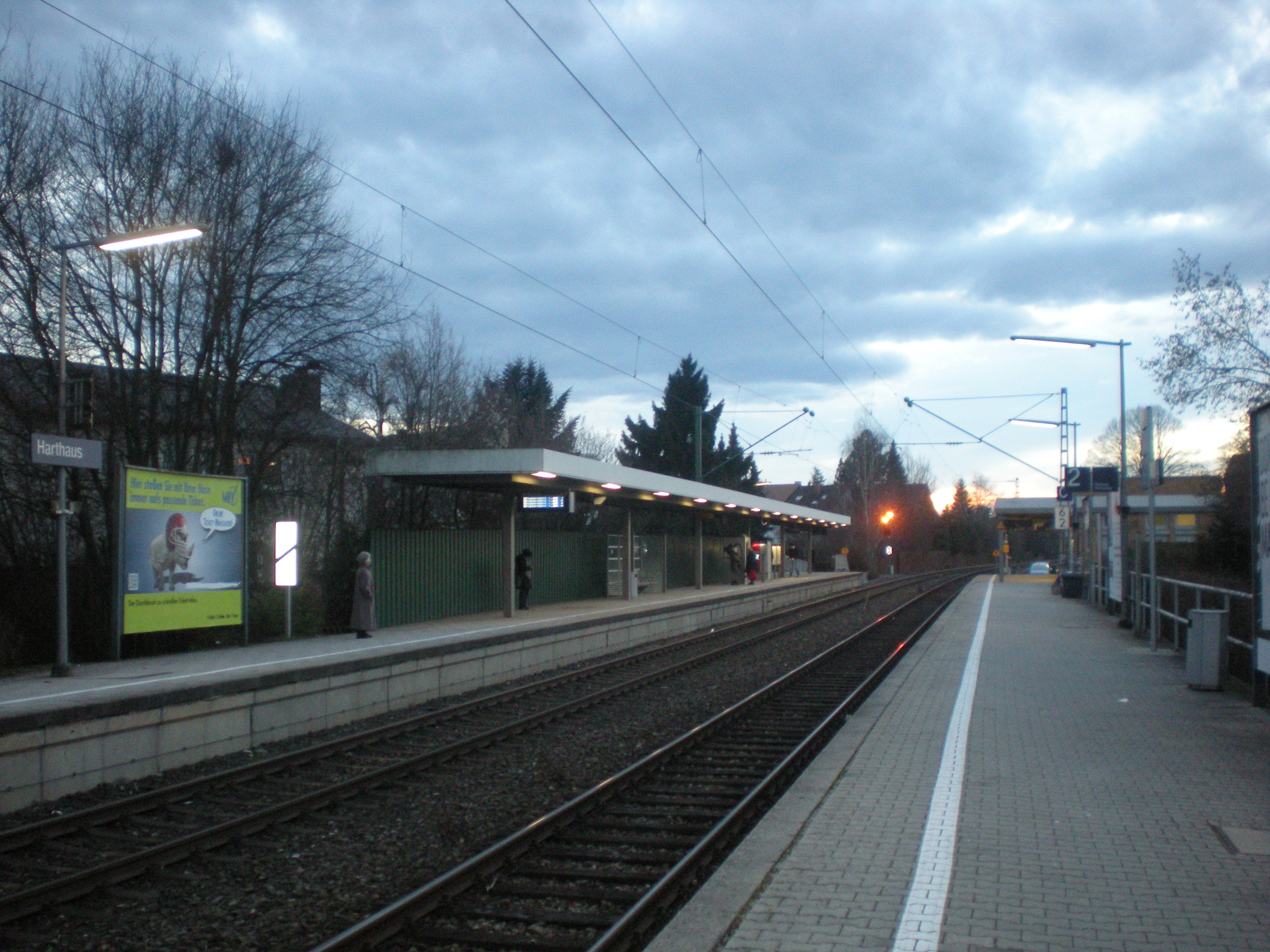
S-Bahn-Haltepunkt Harthaus

Harthaus fand erstmals 1422 als Einöde "Harthof" und Wirtschaftshof des Schlosses Freiham Erwähnung. Im Jahr 1808 wurde aus "Harhof" "Harthaus" und 1818 wurde es Unterpfaffenhofen zugeschlagen. Das damalige Harthaus bestand allerdings nur aus einem Hof, weshalb im Jahr 1867 ein "Handbuch für Bayern" den Ort immer noch als "Harthof" bezeichnete.
1910 wurde dem Historienmaler Franz von Defregger mit der Liegenschaft Harthaus vom Bayerischen Königshaus beschenkt. Der Eintrag ins Grundbuch erfolgte jedoch auf seinen ältesten Sohn Robert aufgrund seines hohen Alters.
Die "Baugenossenschaft Süd-West" aus München kaufte Harthaus von diesem 1918 auf. 1920 änderte die "Baugenossenschaft Süd-West" ihren Namen auf "Baugenossenschaft Siedlung Harthaus". Der ehrgeizige Plan sah vor, 43 Einfamilien-, 19 Zweifamilien- und vier Geschäftshäuser zu bauen. Tatsächlich wurden erstmal nur sieben Doppelhäuser als Pionierarbeit errichtet. Im November 1920 erfolgte der Erstbezug eines Wohnhauses. Die Inflation von 1923 setzte den Bautätigkeiten der Baugenossenschaft ein jähes Ende. 1928 erfolgte die Eigentumsübertragung der Häuser und noch unbebauten Grundstücke an die Anteilseigner. Die Baugenossenschaft löste sich im Zweiten Weltkrieg auf.
Nach dem Krieg ging der schon 1928 geäußerte Wunsch, dass Nahverkehrszüge auch in Harthaus halten sollten, in Erfüllung. Der Haltepunkt "Harthaus" wurde am 7. Januar 1947 von der Reichsbahndirektion München genehmigt und schließlich am 17. März 1947 eröffnet.
Im Jahr 1954 wurde die erste Telefonzelle mit Münzsprecher errichtet.
In den 1960er-Jahren wurden, nach einem rasanten Wachstum der Gemeinde Germering, Bauunternehmer auch auf Harthaus aufmerksam. Nach Gemeinderatsbeschluss war allerdings nur noch eine Bebauung von "E plus 1" (Erdgeschoss plus erster Stock) zulässig, wodurch das Interesse der Investoren stark zurückging.
Mit dem zweigleisigen Ausbau der S-Bahnstrecke S8 bis nach Weßling 1982 schritt die Zusammenlegung der Gemeinde Germering und Harthaus weiter voran.
Im Jahr 1996 wurde der Harthof abgerissen, um einem Wohnungsneubau in der Hartstraße 114 Platz zu machen. Eine bronzene Gedenktafel mit einem originalen Ziegelstein soll symbolisch eine Verbindung der Vergangenheit, Gegenwart und Zukunft des Stadtteils darstellen.

## Verkehrsanbindung
Harthaus verfügt über verschiedene Buslinien, darunter die Linien 157 und 860. Zudem ist die S-Bahn-Station Haltepunkt Harthaus Teil des Münchner S-Bahnnetztes und ermöglicht eine schnelle Anbindung an die Münchner Innenstadt sowie umliegende Stadtteile.